# Emperatriz Yuwen
La emperatriz Yuwen (宇文皇后, nombre personal desconocido) (m. 554?) fue una emperatriz de la dinastía Wei occidental china dirigida por Xianbei, un estado sucesor de la rama de Wei del Norte . Su esposo fue el emperador Fei (Yuan Qin), y su padre era el general supremo de Western Wei, Yuwen Tai .
La futura emperatriz, en su juventud, era conocida por hacer y exhibir dibujos de mujeres, y se pensaba que tenía talento. Yuwen Tai comentó una vez que verla siempre lo consolaba. Mientras Yuan Qin era príncipe heredero bajo su padre, el emperador Wen, se casó con ella como princesa heredera. Después de la muerte del emperador Wen en 551, se convirtió en emperador y la convirtió en emperatriz, aunque no está claro si lo hizo de inmediato. Se decía que la amaba mucho y que no tenía concubinas .
En 554, el emperador Fei, enojado porque Yuwen Tai había matado al oficial Yuan Lie (元 烈) en 553, conspiró en secreto para matarle. Cuando se descubrió el complot, Yuwen Tai le depuso y pronto lo hizo matar. Según la Historia de las dinastías del norte, la emperatriz Yuwen "también sufrió la muerte porque fue fiel a la casa imperial de Wei", pero no da más detalles sobre cómo o por qué murió, ni está completamente claro si murió en el mismo año que lo hizo su esposo.